# Fiat Ulysse
L'Ulysse è una monovolume prodotta dalla casa automobilistica italiana FIAT dal giugno 1994 in tre generazioni, di cui la prima dal 1994 al 2002, la seconda dal 2002 al 2010 e la terza dal 2022.

## Prima serie (1994-2002)
Il progetto iniziale prevedeva una joint-venture tra il Gruppo Fiat e il Gruppo PSA da cui è nata la Sevel, azienda specializzata nei veicoli monovolume e commerciali con due impianti produttivi,
il primo stabilimento costruito nel 1978, Sevel Sud, si trova in Italia, tra i comuni di Atessa e Paglieta, più conosciuto come Val di Sangro, dove vengono prodotti i mezzi commerciali della gamma Fiat Ducato ed i suoi gemelli Alfa Romeo AR8, Citroën C25, Peugeot J5 e Talbot Express della 1a serie, diventati Citroën Jumper, Peugeot Boxer, Opel Movano (3a serie) e Toyota ProAce Max attuali (2024). Il secondo, nato nel 1990, si trova nel nord della Francia a Valenciennes in cui vengono prodotte le monovolume gemelle dell'Ulysse ovvero la Citroën Evasion, la Lancia Z e la Peugeot 806.
La prima serie si distingueva dalle sorelle francesi per il frontale ripreso dallo Scudo e per la coda con fari di inedito disegno. La piattaforma di base sviluppata per l'apposito modello e numerosi componenti tecnici sono stati condivisi anche da alcuni veicoli commerciali come il Fiat Scudo.
A pochi mesi dalla commercializzazione è stato venduto in circa 10.000 unità.

### Restyling 1998

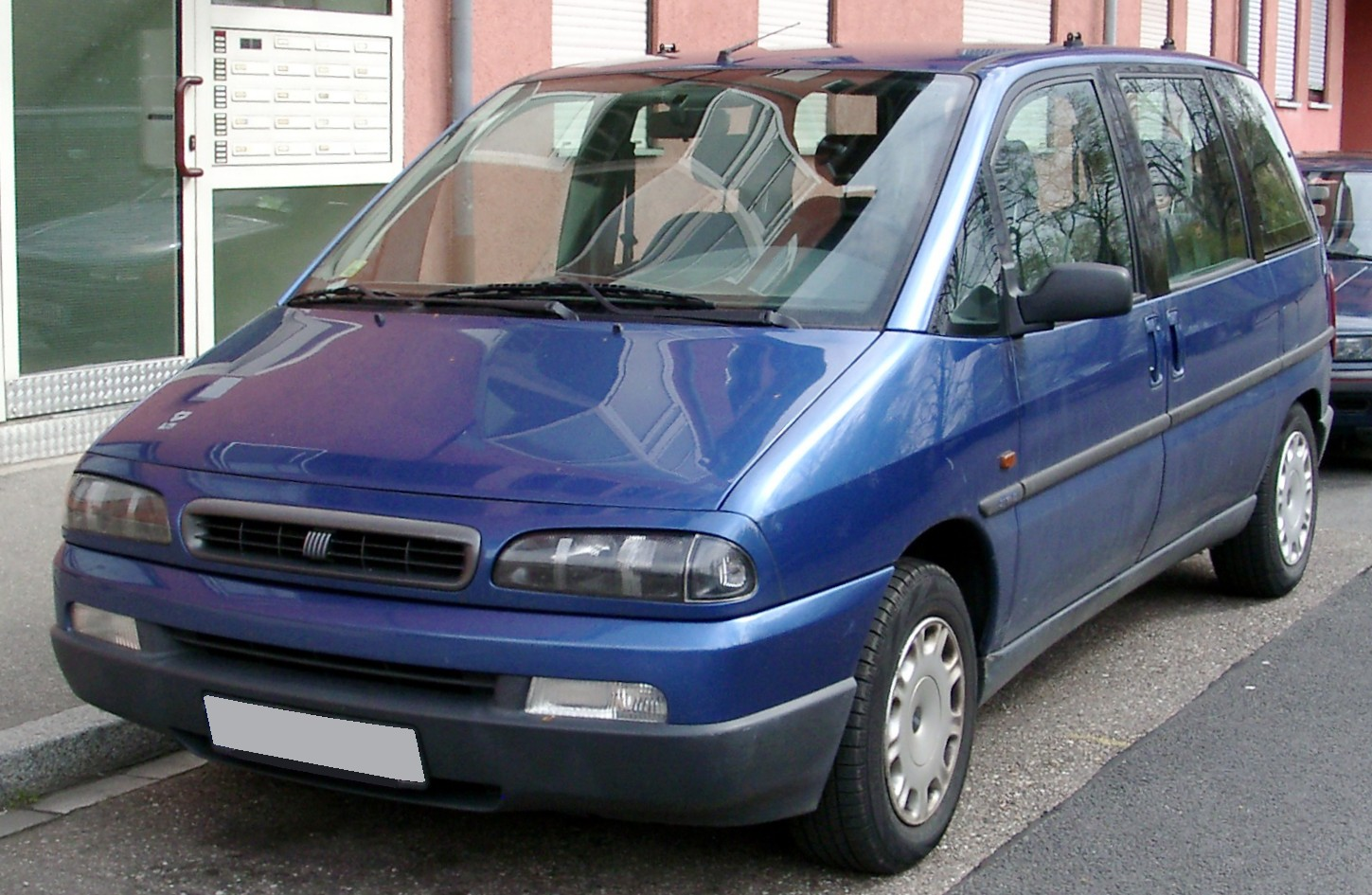
Ulysse restyling 1998

Il primo restyling parziale del modello, come per tutti gli altri gemelli diversamente marchiati, interessò solo l'estetica frontale leggermente arrotondata e caratterizzata dal gruppo fanaleria e calandra ripresi dal veicolo commerciale Scudo. Il restyling è stato prodotto a partire dal gennaio del 1998.
Con questo facelift si aggiunsero nuove motorizzazioni sia benzina che turbodiesel. Le plastiche della plancia furono migliorate nell'assemblaggio e la qualità risultava leggermente superiore rispetto al primo modello lanciato nel 1994.

### Motorizzazioni
Con il restyling del 1997 in parte sono state pensionate delle motorizzazioni, sostituite da unità più potenti e dai consumi più bassi. Il nuovo motore 2.0 16V era disponibile sia con cambio manuale a 5 rapporti che con un automatico a 4. Tutti i propulsori sono stati prodotti dalla PSA.
| Modello      | Disponibilità       | Motore                       | Cilindrata | Potenza                         | Coppia massima          | Motore         |
| ------------ | ------------------- | ---------------------------- | ---------- | ------------------------------- | ----------------------- | -------------- |
| 1.8 8V       | dal 1996 al 2000    | 4 cilindri in linea, Benzina | 1.761 cm³  | 73 kW (99 CV) @6.000 giri/min   | 147 N·m @2.600 giri/min | PSA XU7        |
| 2.0 8V       | dal debutto al 2000 | 4 cilindri in linea, Benzina | 1.998 cm³  | 89 kW (121 CV) @5.750 giri/min  | 170 N·m @2.650 giri/min | PSA XU10 2C    |
| 2.0 16V      | dal 1999 al 2000    | 4 cilindri in linea, Benzina | 1.998 cm³  | 97 kW (132 CV) @5.500 giri/min  | 180 N·m @4.200 giri/min | PSA XU10 J4    |
| 2.0 16V      | dal 2000            | 4 cilindri in linea, Benzina | 1.997 cm³  | 100 kW (136 CV) @6.000 giri/min | 190 N·m @4.100 giri/min | PSA EW10 J4    |
| 2.0 Turbo 8V | dal debutto al 2000 | 4 cilindri in linea, Benzina | 1.998 cm³  | 108 kW (147 CV) @5.300 giri/min | 235 N·m @2.500 giri/min | PSA XU10 J2 TE |
| 1.9 TD 8V    | dal debutto al 2000 | 4 cilindri in linea, Diesel  | 1.905 cm³  | 66 kW (90 CV) @4.000 giri/min   | 196 N·m @2.250 giri/min | PSA XUD9       |
| 2.0 JTD 8V   | dal 1999 al 2000    | 4 cilindri in linea, Diesel  | 1.997 cm³  | 80 kW (109 CV) @4.000 giri/min  | 250 N·m @1.750 giri/min | PSA DW10 ATED  |
| 2.0 JTD 16V  | dal 2000            | 4 cilindri in linea, Diesel  | 1.997 cm³  | 80 kW (109 CV) @4.000 giri/min  | 270 N·m @1.750 giri/min | PSA DW10 ATED4 |
| 2.1 TD 12V   | dal 1996 al 2000    | 4 cilindri in linea, Diesel  | 2.088 cm³  | 80 kW (109 CV) @4.300 giri/min  | 250 N·m @2.000 giri/min | PSA XUD11      |

## Seconda serie (2002-2010)
Per la seconda generazione la Fiat fu l'unica a mantenere la medesima denominazione e vide la luce nel giugno 2002. Una delle modifiche più importanti riguardò l'allungamento della carrozzeria di 27 cm rispetto alla prima versione per garantire un abitacolo notevolmente spazioso e lo sviluppo di una piattaforma meccanica che funge da base completamente nuova e che non sarà più condivisa con i veicoli commerciali. Rispetto al progetto dei primi anni novanta, questa nuova serie si differenzia dalle cugine per il design completamente inedito, caratterizzato dalla fanaleria verticale posteriore ispirata alla compatta Fiat Punto.
L'Ulysse vanta una buona versatilità grazie alle sette poltrone (ma sono disponibili anche le versioni con 6 e 8 posti) e le due file di sedili posteriori asportabili per aumentare la capacità di carico del bagagliaio. La gamma di motorizzazioni prevede un 2.0 diesel HDI ribattezzato Multijet nelle varianti da 120 e 136 cavalli, quest'ultimo con filtro attivo antiparticolato (FAP), e un 2.2 biturbodiesel da 170 cavalli.
Le finiture sono ritenute dalla clientela abbastanza curate, senza essere esclusive come nella cugina Lancia e le dotazioni ricche; di serie per tutte il controllo elettronico della stabilità e trazione.

### Restyling 2008
Nel gennaio 2008 debutta la versione aggiornata dotata di nuove rifiniture e tessuti per l'abitacolo, due tinte per la carrozzeria inedite (grigio e blu) e soprattutto il nuovo propulsore 2.2 Multijet con filtro DPF sviluppato dalla PSA. Il cambio è a 6 marce, sia automatico che manuale.

### Allestimenti e accessori
La gamma 2008 e 2009 si basa su tre livelli di allestimenti: Active, Dynamic ed Emotion. Per tutte le versioni risultano di serie gli airbag frontali, laterali e per la testa, l'impianto di climatizzazione e i fendinebbia. La Dynamic presenta in aggiunta alla dotazione dell'allestimento Active il climatizzatore automatico bizona e l'autoradio CD mentre l'Emotion dispone di serie anche dei cerchi in lega leggera e i sensori posteriori di parcheggio. I principali optional sono gli interni in pelle e il navigatore satellitare disponibile in pacchetti, oltre il tetto apribile, le porte scorrevoli elettriche, la vernice metallizzata e l'antifurto. Inoltre è disponibile come optional il sistema easy entry, che permette di ribaltare i sedili della seconda fila per facilitare l'accesso ai posti della terza fila.

### Motorizzazioni e trasmissioni
L'Ulysse debutta con tre motorizzazioni di cui una a benzina da 2,0 litri e due a gasolio da 2,0 e 2,2 litri con 109 e 128 cavalli. Il cambio per tutte le versioni è un manuale a 5 rapporti mentre solo dal 2005 il 2.2 JTD riceve un manuale a 6 marce e il motore benzina viene pensionato a causa delle scarse richieste. Con il 2006 la gamma motori subisce numerosi variazioni: vengono pensionati i vecchi motori diesel sostituiti da unità più moderne e potenziate del 2,0 litri rispettivamente a 120 e 136 cavalli. Il cambio per tutte le versioni è un manuale a 6 rapporti. Dal 2008 si aggiunge il 2.2 con doppia turbina e cambio manuale a 6 rapporti oppure un automatico Aisin sempre a 6 marce con modalità sequenziale.
| Modello                  | Disponibilità       | Motore                       | Cilindrata | Potenza         | Coppia massima          | Motore         |
| ------------------------ | ------------------- | ---------------------------- | ---------- | --------------- | ----------------------- | -------------- |
| 2.0 16V                  | dal debutto al 2005 | 4 cilindri in linea, Benzina | 1.998 cm³  | 100 kW (136 CV) | 190 N·m @4.100 giri/min | PSA EW10 J4    |
| 2.0 JTD/HDi 8V 110       | dal debutto al 2006 | 4 cilindri in linea, Diesel  | 1.997 cm³  | 80 kW (109 CV)  | 270 N·m @1.750 giri/min | PSA DW10       |
| 2.0 JTD/HDi 16V 120      | dal 2006            | 4 cilindri in linea, Diesel  | 1.997 cm³  | 88 kW (120 CV)  | 300 N·m @2.000 giri/min | PSA DW10       |
| 2.0 JTD/HDi 16V 136      | dal 2006            | 4 cilindri in linea, Diesel  | 1.997 cm³  | 100 kW (136 CV) | 320 N·m @2.000 giri/min | PSA DW10 BTED4 |
| 2.2 JTD/HDi 16V 128      | dal debutto al 2006 | 4 cilindri in linea, Diesel  | 2.179 cm³  | 94 kW (128 CV)  | 314 N·m @2.000 giri/min | PSA DW12 TED4  |
| 2.2 JTD/HDi 16V BI-Turbo | dal 2008            | 4 cilindri in linea, Diesel  | 2.179 cm³  | 125 kW (170 CV) | 370 N·m @1.500 giri/min | PSA DW12       |

### Erede
La produzione termina nel novembre 2010 dopo 60.648 esemplari prodotti. Il testimone viene raccolto nel giugno 2011, dopo la presentazione al salone di Ginevra di marzo, dalla Fiat Freemont, crossover a 7 posti, che sostitusice anche la Dodge Journey dalla quale riprende anche la base meccanica.

## Terza serie (dal 2022)
Nel 2022 viene presentata la terza serie dell'Ulysse, ora denominato E-Ulysse, che si basa sul pianale EMP2 di origine PSA come il gemello van Fiat Scudo.
Il nome torna a essere usato dalla Casa torinese dopo un periodo di pausa di undici anni, durante i quali è stato rimpiazzato dapprima dal Fiat Freemont (dal 2011 al 2015) e poi dal Fiat Talento (dal 2016 al 2020).

### Motorizzazioni
La vettura è disponibile con propulsione elettrica e prevede un solo motore elettrico da 100 kW (136 CV) e batterie da 50 o 75 KWh, e da un motore diesel da 2 litri con 180 cavalli, accoppiato ad un cambio automatico con 8 marce.